# Homestead Act
În SUA, Homestead Act (Legea Gospodăriilor) a fost un act legislativ, semnat de președintele Abraham Lincoln pe 20 mai 1862.
Acesta permitea fiecărei familii, care putea dovedi că ocupa un teren de minimum 5 ani, să revendice proprietatea privată a acestuia și aceasta în limita a 160 de acri (circa 65 de hectare).
Această lege a fost valabilă până în 1976, când a fost abrogată prin Federal Land Policy and Management Act.
Primul cetățean care a beneficiat de acestă lege a fost medicul Daniel Freeman, căruia actul de posesie i-a intrat în vigoare pe 1 ianuarie 1863 și se referea la o fermă din Nebraska.